# Situl rural Dârjiu
Situl rural Dârjiu este un sit aflat pe teritoriul satului Dârjiu; comuna Dârjiu.